# (2563) Boyarchuk
(2563) Boyarchuk es un asteroide perteneciente al cinturón de asteroides, descubierto el 22 de marzo de 1977 por Nikolái Stepánovich Chernyj desde el Observatorio Astrofísico de Crimea (República de Crimea).

## Designación y nombre
Designado provisionalmente como 1977 FZ. Fue nombrado Boyarchuk en honor al astrofísico soviético Aleksandr Alekséievich Boyarchuk.